# Zhuosesia
Zhuosesia là một chi bướm đêm thuộc họ Sesiidae.

## Các loài
- Zhuosesia zhuoxiana  Yang, 1977